# Fritz Schulz (Jurist)
Fritz Heinrich Schulz (* 16. Juni 1879 in Bunzlau; † 12. November 1957 in Oxford) war ein deutscher Jurist und Rechtshistoriker. Er war ein führender Vertreter der Wissenschaft vom Römischen Recht (der juristischen Romanistik) seiner Zeit. 1939 musste er aufgrund seiner jüdischen Abstammung und seiner politischen Einstellung aus Deutschland emigrieren.

## Leben
Fritz Schulz wurde im schlesischen Bunzlau geboren, wo er auch seine Jugendjahre verbrachte. Sein Vater war Protestant. Seine Mutter entstammte einer jüdischen Familie und konvertierte zum Christentum, als Fritz Schulz noch ein Kind war.
In den Jahren 1899 bis 1902 studierte Schulz bis zum ersten juristischen Staatsexamen Rechtswissenschaften in Berlin und Breslau. 1905 wurde er mit der bereicherungsrechtlichen Arbeit Die actiones in id quod pervenit und in quantum locupletior factus est an der Universität Breslau promoviert. Noch im selben Jahr folgte die Habilitation an der Albert-Ludwigs-Universität Freiburg.
Im Jahr 1909 erhielt Schulz Rufe an die Universitäten von Jena und Innsbruck. Nachdem er sich bereits für Jena entschieden hatte, ging Schulz schließlich doch nach Innsbruck, weil ihm dort der baldige Aufstieg zum Ordinarius in Aussicht gestellt wurde. Tatsächlich wurde Schulz in Innsbruck bereits 1910 ordentlicher Professor für Römisches Recht. In den kommenden Jahren folgte er weiteren Rufen: 1912 an die Universität Kiel, 1916 an die Universität Göttingen und 1923 an die Universität Bonn. Während seiner Zeit in Göttingen trat Fritz Schulz der linksliberalen Deutschen Demokratischen Partei bei und engagierte sich für die demokratische Weimarer Republik. 1928 lehnte er einen Ruf nach Wien ab.
1931 nahm Fritz Schulz einen Ruf an die Berliner Universität an. Die Berufung an die Berliner Universität wurde damals als Krönung einer akademischen Laufbahn angesehen.
Mit der Machtergreifung der Nazis in Deutschland wurde Schulz Karriere abrupt abgebrochen. Zunächst wurde er 1934 an die Universität Frankfurt am Main zwangsversetzt. 1935 folgte dann die Zwangsemeritierung. Trotz der Zerstörung seiner beruflichen Existenz blieb Schulz noch bis 1939 in Deutschland. Erst in diesem Jahr emigrierte er, zunächst in die Niederlande und schließlich nach Oxford. Während der Kriegsjahre überlebte er durch finanzielle Unterstützung, die von verschiedenen Institutionen, darunter Oxford University Press und die Rockefeller Foundation, geleistet wurde. 1947 wurde er britischer Staatsbürger.
Schulz ließ sich nach dem Krieg nicht wieder in Deutschland nieder, hielt aber Gastvorlesungen an deutschen Universitäten. 1949 erhielt er den Ehrendoktortitel an der Universität Frankfurt am Main. 1951 wurde er zum Honorarprofessor an der Universität Bonn berufen. 1952 wurde er Mitglied der Accademia dei Lincei in Rom.
Sein Schüler Werner Flume wurde zu einem der wichtigsten Juristen der zweiten Hälfte des 20. Jahrhunderts.

## Wissenschaftliche Wirkung
Bekannt geworden ist Fritz Schulz zuvorderst durch seine Arbeiten zum römischen Recht und zur Geschichte der römischen Rechtswissenschaft. Daneben tritt seine bekannteste Arbeit zum geltenden Recht, die einen ganzen Band des AcP einnehmende Monographie System der Rechte auf den Eingriffserwerb. Dieses Buch beeinflusst bis heute die wissenschaftliche Diskussion um das Bereicherungsrecht.

## Schriften (Auswahl)
- System der Rechte auf den Eingriffserwerb, in: Archiv für die civilistische Praxis 105 (1909), S. 1 ff.
- Einführung in das Studium der Digesten, Tübingen 1916;
- Prinzipien des Römischen Rechts, Berlin 1934; engl. Übersetzung von Marguerite Wolff: Principles of Roman Law, Oxford 1936;
- Classical Roman Law, Oxford 1951;
- History of Roman Legal Science, Oxford 1946; deutsch: Geschichte der römischen Rechtswissenschaft, Weimar 1961.